# 織田美織
織田 美織（おだ みおり、1993年12月7日 - ）は、日本の女優。東京都出身。株式会社NY企画所属。

## 略歴
- 2008年9月、映画「ヒカリサス海、ボクノ船」で女優デビュー。

## 人物
- 趣味は読書、特技は習字、ダンス。書道は小学4年生から、ダンスは高校から始めた。
- 大学では創作サークルとダンスサークルに所属。
- 好きなアーティストはその時の気分によって変わるが、Basement Jaxxはずっと好き。それ以外にも、Imogen Heap、Oh Land、Lykke Li、宇多田ヒカル、東京事変、椎名林檎、ももいろクローバーZもずっと飽きないという。
- 好きな飲み物はチャイティーラテとジャスミン茶。

## 出演

### 映画
- ヒカリサス海、ボクノ船（2008年9月6日、監督：橋本直樹） - 内海奈々子 役
- グラキン★クイーン（2010年2月13日、監督：松本卓也） - レモン 役
- 臍帯（2010年6月16日、監督：橋本直樹） - ミカ 役（ヒロインの中学生時代）
- 君に届け（2010年9月25日、東宝、監督：熊澤尚人） - 橋本美織 役
- 夏のプロペラ（2011年10月8日、監督：龍太郎） - 今井静 役
- メンゲキ!（2012年1月公開、監督：四季涼） - 谷口 役
- シガレット（2019年、監督：小嶋貴之） - 早田ミク 役
- OVERLAP（2019年、監督：板谷洋）
- かさぶた（2020年、監督：片山拓）
- おかざき恋愛四鏡「うわさのわれわれ」（2020年2月28日、監督：宮本亮） - 小豆沢桃子 役
- からまる蛇（2020年、監督：小嶋貴之） - 時田美江 役
- おばあさんの皮（2021年、監督：井上博貴） - 河合 役
- 人でなしの恋（2022年6月25日、監督：井上博貴） - 庄田尚美 役
- この小さな手（2023年4月8日、監督：中田博之） - 河野里桜 役
- 消えない灯り（2023年10月21日、監督：井上博貴） - 主演・茉莉 役[1]
- 重ねる（2024年11月23日、監督：配島徹也） - 平野さとみ 役[2][3]

### CM
- ていねい通販「すっぽん小町」（2010年）
- イオン「イオンのイ音頭」（2016年）
- カネボウ「freeplus」マイルドシャワー（2019年）
- ユニバーサルホーム「前園親子のホームゲーム篇 -CP-」（2019年）
- ケンタッキー クリスマスキャンペーン「鉢合わせ」篇（2019年）
- パーソル「ニッポンの人事部長 戦略発表」篇（2019年）
- 野村不動産「プラウド亀戸)」（2020年）
- ユーキャンチャレンジ2020「カラーコーディネート講座」（2020年）
- Unipos(ユニポス)「行動指針の浸透」篇（2020年）
- けいりんマルシェ 立ちこぎ女子「両城の坂」篇（2020年）
- ジェイック「Changing」（2020年）
- 日本看護協会「Nursing Now キャンペーン」（2020年）
- タブレットmimi（2020年）
- ヤクルトレディ
  - 「おばあさんの日課」篇（2021年）
  - 「変わらない今日を、届ける」篇（2021年）
- 札幌市PRムービー
  - 「台湾」篇（2021年）
  - 「タイ」篇（2021年）
  - 「韓国」篇（2021年）
- 三井アウトレットパーク木更津「リフレッシュ」篇（2021年）
- バイク王「ライダー店長」篇（2021年）
- DMMブックス「ラブストーリー・戻ってきた」篇 、「ラブストーリー・ 好きな人」篇（2021年）
- 日本トリム TRIM ION CURE「～トリム愛の劇場～ 二人はデンカイ」（2021年）
- ECCジュニア「届け想い」篇（2021年）
- 宝島社 BAYFLOW CUP COFFEE TUMBLER BOOK（2021年）
- 大塚商会 「あなたのための、DXでありたい。」（2021年）
- d プログラム 
  - 化粧水「それって敏感肌？」篇A・B（2021年）
  - 化粧水「毛穴はふるさと」篇A・B（2021年）
  - スキン リペアクリーム「時を戻そう」篇A・B（2021年）
  - スキン リペアクリーム「後悔先に立たず」篇A・B（2021年）
- 富士フイルム「持続抗菌・抗ウイルス技術Hydro Ag」篇（2021年）
- 岡本株式会社 靴下サプリ「まるでこたつソックス」（2021年）
- 牛角ブランドCM「頑張ってる日常」篇（2021年）
- アサヒスーパードライ「SHARE SUPER DRY」コンセプトムービー（2021年）
- オハヨー乳業「魅惑のパリパリ音さがせ キャンペーン」（2021年）
- イーデザイン損保「私のタントウシャ」篇（2021年）
- FUSO | eCanter TV CM「街が変わる篇」（2022年）
- デル テクノロジーズ アドバイザー
  - 「総合篇」（2022年）
  - 「BCP篇」（2022年）
  - 「セキュリティ篇」（2022年）
  - 「テレワーク篇」（2022年）
- パナソニック 伊豆高原「わたしの美味探し」（2022年）
- 舞台『ハリー・ポッターと呪いの子』日本公演版（2022年）
- ここちラボ「しまむらここちラボ」篇（2022年）
- 外為どっとコム
  - 「デモで安心」篇（2022年）
  - 「学べる」篇（2022年）
  - 「はじめてにぴったり(女性)」篇（2022年）
- 三井住友カード「経費申請が変われば、いつもの仕事に余裕ができる～経理・営業現場篇～」（2022年）
- 花王 ピュオーラ 泡ハミガキ「マツコとしずかと泡」篇（2022年）
- 「クノール® スープDELI®」 スープデリシャスボード トマト篇（2022年）
- しまエコ「ここちラボ＆コットンフロムUSA～未来のために、キチンとコットン！～篇」（2022年）

### テレビドラマ
- 月曜ゴールデン「世直し公務員 ザ・公証人8」（2009年6月29日、TBS） - 柳井まさみ 役
- 土曜ワイド劇場「特ダネマル秘記者！嘉門公平の殺人取材」（2009年9月19日、テレビ朝日） - 嘉門千尋 役
- 金曜プレステージ 浅見光彦シリーズ44「砂冥宮」（2012年4月27日、フジテレビ）- 若い頃の中島峰子 役
- 金曜プレステージ 浅見光彦シリーズ46「はちまん」（2013年1月11日、フジテレビ）
- ドラマスペシャル「エアガール」（2021年3月20日、テレビ朝日）
- ママはバーテンダー〜今宵も踊ろう〜　第1話「30年越しの出会い」（2023年1月19日、BS-TBS） - 高梨香織 役

### 配信ドラマ
- 恋愛体感ドラマ「快感ストロベリー ～秘蜜の花園～」（2011年9月1日-、BeeTV） - キャバクラ嬢・サヤカ 役
- 奪い愛、夏（2019年、AbemaTV） - レギュラー
- 告ったり、フラれたり（2019年、YouTube） - 岡崎瑠奈 役
- 追いかけてキス season3（2020年、YouTube） - リオン 役

### MV
- DJ KRO「TRIP feat,YonYon & JIVA Nel MONDO & illmore」（2019年）
- 立花賢一「0812」（2020年）
- 上月せれな「Higher and Higher」（2020年）
- ソナーポケット「あれからずっと」（2022年）

### 舞台
- エアースタジオ「君死にたまふことなかれ」（2012年3月28日～4月1日、AQUA studio） - 石川早苗 役
- アトリエッジ「流れる雲よ 2013」（2013年4月2日・4日・5日・17日-29日・5月7日・8日・6月11日・12日、笹塚ファクトリー他） - ヒロイン・井出智恵子 役
- アトリエッジ「ぞめきの消えた夏」(2013年9月18日〜23日、新宿シアターサンモール） - ヒロイン・田中亜希 役、関本亜耶 役
- ほぼほぼぐらすほっパー「THE 天国ホテル 1993...」(2013年10月8日～10日、新宿vatios） - ダイア 役
- Pegasus Promotion Presents 劇団SBZ旗揚げ公演「THE FAMILY-絆-」(2014年4月24日～4月27日、新宿シアターサンモール)  - ヒロイン・水沢京子 役
- ワイアールジャパン「明日の天使たちへ」（2014年8月6日～8月10日、テアトルBONBON） - ゆかり 役、演出助手
- 演劇ユニット100点un・チョイス！旗揚げ公演「とけないまま、とけていく」（2015年1月14日～1月18日、キンケロ・シアター） - 伊達 役、演出助手
- ドラマデザイン社「恋ばば十四歳!」（2019年5月2日～5月6日）